# Фостер (гора)
Фо́стер — гора, висотою 2 105 м (6 906 футів), знаходиться у хребті Імеон на острові Сміт на Південних Шетландських островах, в Антарктиді. 

## Географія
Фостер — найвища точка архіпелагу Південні Шетландські острови. Гора Фостер має потрійні вершини, серед яких сама гора Фостер є найпівденнішою, центральна — пік Евлогі (2090 м), а північна — вершина Антіма (2070 м).

## Історія
1821 року Джордж Пауелл розпочав своє третє плавання на південь (на судні «Еліза» (під його командування) і на судні «Голуб» (капітан Джон Райт)). 9 листопада вони досягли Південних Шетландських островів. Там зупинилися на зручній стоянці на північній стороні острова Роберт. Там Пауел залишив  «Елізу» під командуванням Райта, а сам вирушив на пошуки тюленів. Тюленів він не знайшов, і разом з капітаном Натаніелем Палмером пішли на схід. 6 грудня ними було відкрито архіпелаг Коронейшен. Палмер не став затримуватися на  відкритому архіпелазі  і 13 лютого пішов на захід. Пауелл залишався на островах до 26 лютого. За час плавання він склав детальну карту  відкритого архіпелагу, яка включала відомості про погоду, якірні стоянки, мілини, рифи. Так на карті появилася гора Фостер. У серпні 1922 року Пауелл повернувся в Лондон, де презентував відкриття.
Перше сходження на гору Фостер (висота 2105 метрів) здійснили новозеландець Грег Ландрет та його команда 29 січня 1996 року. На честь Грега названо льодовик Ландрет завдовжки 2,3 км і шириною 600 м

## Карти
- Chart of South Shetland including Coronation Island, &c. [Архівовано 28 вересня 2013 у Wayback Machine.] from the exploration of the sloop Dove in the years 1821 and 1822 by George Powell Commander of the same. Scale ca. 1:200000. London: Laurie, 1822.
- L.L. Ivanov. Antarctica: Livingston Island and Greenwich, Robert, Snow and Smith Islands. Scale 1:120000 topographic map. Troyan: Manfred Wörner Foundation, 2010. ISBN 978-954-92032-9-5 (First edition 2009. ISBN 978-954-92032-6-4)
- South Shetland Islands: Smith and Low Islands. [Архівовано 24 березня 2012 у Wayback Machine.] Scale 1:150000 topographic map No. 13677. British Antarctic Survey, 2009.
- Antarctic Digital Database (ADD). [Архівовано 5 березня 2017 у Wayback Machine.] Scale 1:250000 topographic map of Antarctica. Scientific Committee on Antarctic Research (SCAR). Since 1993, regularly upgraded and updated.
- L.L. Ivanov. Antarctica: Livingston Island and Smith Island. Scale 1:100000 topographic map. Manfred Wörner Foundation, 2017. ISBN 978-619-90008-3-0

## Посилання

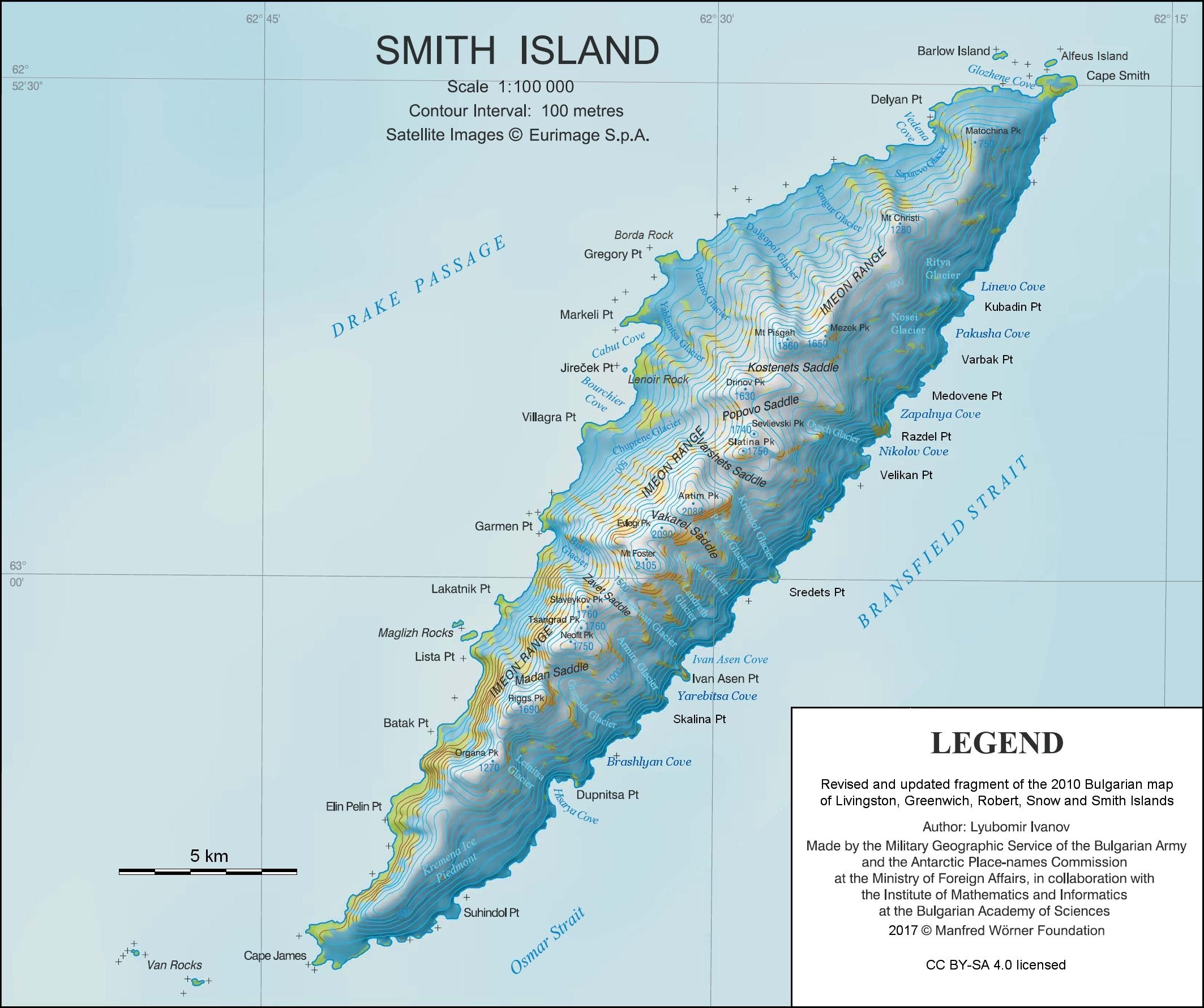
Topographic map of Smith Island.